# マルクス・ウァレリウス・メッサッラ・メッサッリヌス
マルクス・ウァレリウス・メッサッラ・メッサリヌス（Marcus Valerius Messalla Messallinus）は、ユリウス＝クラウディウス朝時代の元老院議員。紀元前3年と紀元3年に執政官を務めた。父は雄弁家として知られたマルクス・ウァレリウス・メッサッラ・コルウィヌス。
ティベリウスの治世に彼は、ローマ皇帝への忠誠の宣誓は毎年行うべきと進言した。またローマの対外侵出の勝利とゲルマニクスの追悼のために黄金の立像を建立すべきと進言したが、これはティベリウスにより拒絶された。アウグストゥスの姪の小マルケッラと結婚し、マルクス・ウァレリウス・メッサッラ・バルバトゥスをもうけた。マルケッラにとってメッサリヌスは再婚となった。